# نورمان أموندسين
نورمان أموندسين (بالإنجليزية: Norm Amundsen)‏ هو لاعب كرة قدم أمريكية أمريكي، ولد في 28 سبتمبر 1932 في شيكاغو في الولايات المتحدة.

## وصلات خارجية
- نورمان أموندسين على موقع مرجع كرة القدم المحترفة.كوم (الإنجليزية)